# (1365) Henyey
(1365) Henyey est un astéroïde de la ceinture principale découvert le 9 septembre 1928 par l'astronome allemand Max Wolf.

## Historique
Le lieu de découverte, par l'astronome allemand Max Wolf, est Königstuhl.
Sa désignation provisoire, lors de sa découverte le 9 septembre 1928, était 1928 RK.